# Thagria bakeri
Thagria bakeri är en insektsart som beskrevs av Nielson 1977. Thagria bakeri ingår i släktet Thagria och familjen dvärgstritar. Inga underarter finns listade i Catalogue of Life.